# 金山衛戰鬥
金山衛戰鬥發生於1937年11月5－10日，地點則是在中國杭州灣北岸一帶（今上海市金山区金山卫镇境）。是抗日戰爭主要戰鬥之一，交戰一方為守軍之國民革命軍，另一方則為侵略之日軍。戰鬥末了，日軍登陸並攻擊國軍。